# Carlos Bonell
Carlos Bonell (* 23. Juli 1949 in London) ist ein britischer Gitarrist und Arrangeur.

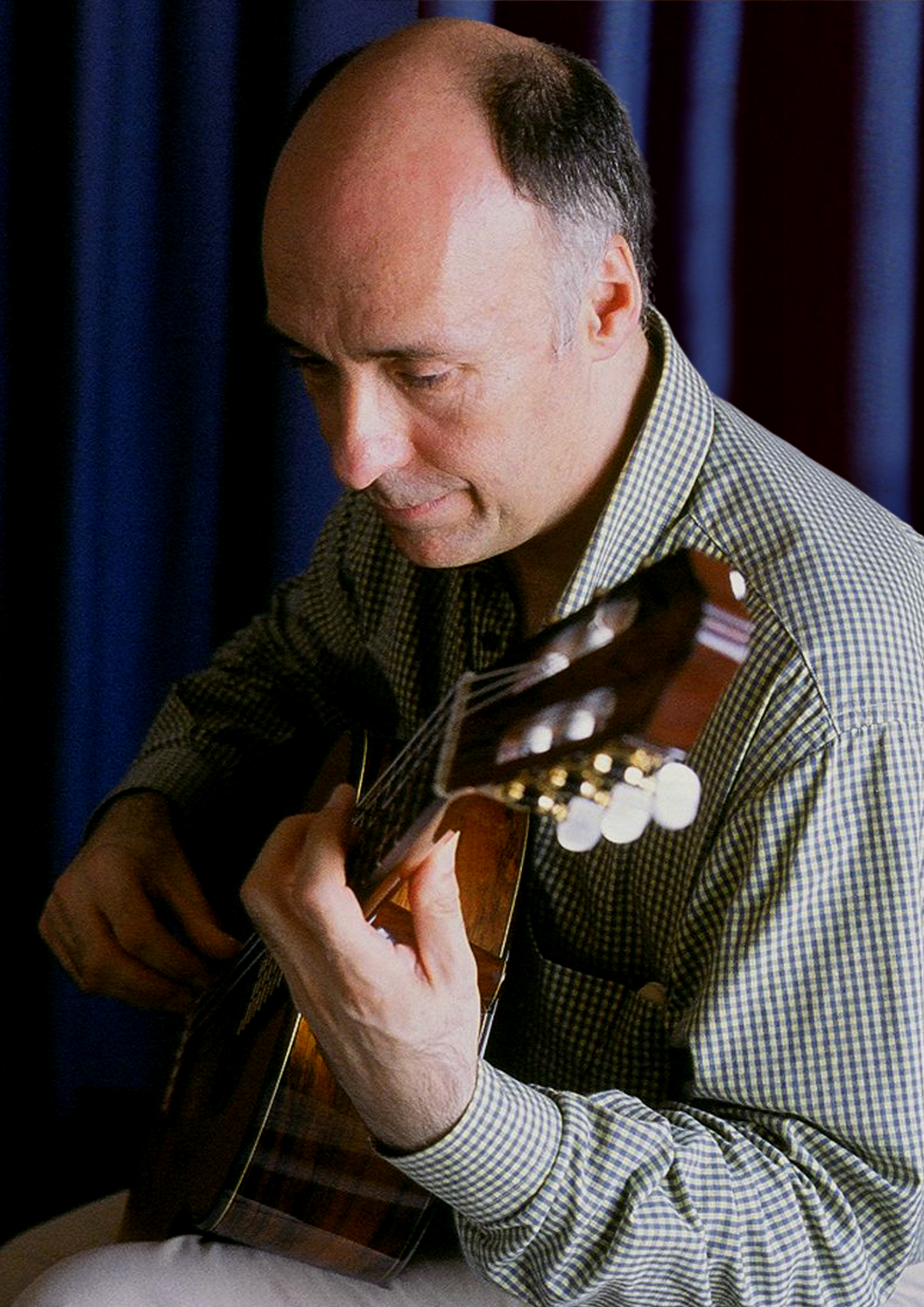
Carlos Bonell (2004)

## Leben und Wirken
Der Sohn spanischer Eltern hatte den ersten Gitarrenunterricht bei seinem Vater. Später studierte er bei John Williams und Stephen Dodgson am Royal College of Music, wo er im Alter von 22 Jahren eine Professur erhielt. Damals war er der jüngste Professor überhaupt.
1973 erhielt er den Greater London Arts Association Young Musicians' Scheme Award und gab in der Folge in England mehr als fünfzig Konzerte. 1975 führte er in der Royal Festival Hall mit dem Royal Philharmonic Orchestra unter Rafael Frühbeck de Burgos Joaquín Rodrigos Concierto de Aranjuez auf. 1975 nahm er seine erste Solo-LP Guitar Music of Spain auf. Ein im folgenden Jahr entstandene Album mit seinem Lehrer John Williams wurde für einen Grammy nominiert. Neben seinem langjährigen musikalischen Partner Williams arbeitete Bonell auch mit den Gitarristen Paco Peña und Martin Taylor, den Geigern Pinchas Zukerman und Salvatore Accardo sowie den Sängern Patricia Rozario, Teresa Berganza und Philip Langridge zusammen.
Nach seinem Konzertdebüt in New York 1978 folgten Auftritte bei Festivals in London, Aldeburgh, Helsinki, Israel, Tanglewood, Sydney, Istanbul und Hongkong. 1981 spielte er in Kanada mit dem Montreal Symphony Orchestra unter Charles Dutoit die erste digitale Aufnahme von Rodrigos Concierto de Aranjuez beim Label Decca Records ein. Er nahm auch das komplette Werk für Gitarre von Benjamin Britten und von William Walton auf.
1981 gab er mit John Williams in der Wigmore Hall ein Benefizkonzert zu Gunsten der Organisation War Child. Zwischen 1987 und 1995 entstanden sieben weitere Alben, und bei Konzerten spielte er Uraufführungen von Werken Humphrey Searles, Stephen Olivers, Howard Skemptons, Richard Charltons, Ottavio Négros, Barrington Pheloungs und anderer.
2006 organisierte er das erste London International Guitar Festival. Im Folgejahr unterstützte er Paul McCartney bei der Komposition von dessen Konzert für Gitarre und Orchester. Auf dem Album Queen Guitar Rhapsodies spielte er 2008 für Gitarre und Orchester arrangierte Titel der Gruppe Queen. 2012 entstand das Album Magical Mystery Guitar Tour mit eigenen Arrangements von Musik der Beatles für Gitarre solo.